# Souvrství Tomanová
Souvrství Tomanová je geologickou formací, rozkládající se na území jižního Polska a severního Slovenska. Sedimenty tohoto souvrství mají stáří asi 222 až 202 milionů let, pocházejí tedy z období pozdního triasu (geologické věky nor až rét).

## Význam
V tomto souvrství, jehož výchozy se rozkládají v pohoří Tatry nebyly objeveny žádné významné kosterní fosilie, pochází však odtud několik typů dinosauřích ichnofosilií (zkamenělých otisků dinosauřích stop).

## Seznam ichnofosilií
- Coelurosaurichnus tatricus[3]
- Anomoepus sp.
- Grallator (Eubrontes)
- cf. Kayentapus sp.
- ?Sauropodomorpha indet.

### Česká literatura
- SOCHA, Vladimír (2020). Pravěcí vládci Evropy. Kazda, Brno. ISBN 978-80-88316-75-6. (str. 138-143; 152-154)